# Montecassino (film)
Montecassino è un film di guerra del 1946 diretto da Arturo Gemmiti.
Ambientato durante la battaglia di Cassino nella seconda guerra mondiale, nel periodo in cui l'abbazia benedettina divenne obiettivo dei bombardamenti Alleati, i quali cercavano di aprirsi un varco attraverso le difese tedesche sulla linea Gustav.

## Trama
Dopo un breve accenno alla millenaria storia dell'abbazia di Montecassino, il film si apre con l'epilogo della storia: le macerie del monastero distrutto dal bombardamento alleato e il cimitero di guerra, soffermandosi sulle croci di Don Eusebio Grossetti (autore del diario di guerra da cui è stato preso spunto per la sceneggiatura del film) e del capitano medico Richter.
La narrazione torna indietro all'autunno 1943, quando i monaci si occupavano ancora delle normali faccende quotidiane, dipingendo o componendo musica, quando all'improvviso si sente un colpo di cannone. Bisogna mettere in salvo le opere d'arte custodite nell'abbazia, cosicché si mettono all'opera soldati, frati e civili per riempire le casse che saranno trasportate a Roma, anche se molti tesori vennero nascosti nei sotterranei dai monaci, che non si fidavano del tutto dei nazisti. Gli sfollati che avevano trovato alloggio nell'abbazia sono costretti ad allontanarsi, rifugiandosi in boschi e caverne, nonostante il freddo e la pioggia. I più fortunati riescono a trovare una capanna, dove si riuniscono intorno al fuoco.
Nel mese di dicembre i profughi tentano di rientrare nell'abbazia, dove i monaci se ne stanno tranquilli a cantare mentre fuori c'è la guerra. Don Eusebio accoglie una donna con il figlio gravemente ammalato, ma ritiene che in questa situazione occorra solo pregare, contrariamente a Marco che afferma che bisogna fare di più. Su richiesta del Vaticano, arriva l'ordine del Comando Supremo tedesco del Sud di evacuare dal monastero qualunque militare nel raggio di 300 metri: rimangono nell'abbazia solo i malati e i monaci, che continuano a cantare e celebrare il Natale, mentre fuori arriva una divisione tedesca a dare il cambio alle truppe stanche.
All'inizio del gennaio 1944, mentre la battaglia si sta avvicinando, la zona di rispetto intorno all'abbazia viene revocata e tutti devono andarsene, nonostante le proteste dell'arciabate Gregorio Diamare. Marco si azzuffa con un soldato tedesco, che stava picchiando una ragazza con un agnello in braccio. Il giorno dopo inizia lo sgombero dei civili, che vengono portati via con i camion e scaricati brutalmente, mentre i monaci hanno deciso di rimanere nel monastero a loro rischio e pericolo per assistere i malati, nonostante le urla dei nazisti che senza pietà ordinano agli stessi di alzarsi dai letti. Giunge così il Capitano medico Richter che passa in rassegna i malati e ribadisce che la guerra non permette sentimentalismi. In un dialgo con fra' Eusebio sulla logica della guerra, definita inutile o inevitabile, Richter si rivela essere un personaggio diverso, con cui è possibile ragionare. La scena si sposta nel burrone vicino al monastero, dove i civili sono stati messi ai lavori forzati: alcuni cercano di scappare rincorsi dai nazisti. Marco viene ferito da una pallottola, ma viene soccorso da un compagno di fuga: i due si nascondono dietro a un muro e poi in una casa. Iniziano gli scontri con la battaglia del fiume Rapido, e tutti devono fuggire. I tedeschi rimasti nell'abbazia avvistano gli aerei e la tensione sale paurosamente: tutti scappano in cerca di rifugio, mentre anche i tedeschi iniziano a sparare senza pietà. Seguono spezzoni di filmati dell'epoca, in cui viene mostrata la brutalità della guerra, in un crescendo di bombe e colpi di mortai. Nel frattempo, nell'abbazia la vita sembra proseguire e il capitano Richter sembra quasi umano, mentre porge del cibo ad un bambino malato.
Poco dopo lo sbarco di Anzio, alcuni profughi con bambini tentano di rientrare nel convento, ma proprio allora cade la prima bomba sull'abbazia di Montecassino. Tutti i frati corrono per rifugiarsi nei sotterranei, mentre don Eusebio (pur gravemente ammalato) continua a chiedere all'abate di far entrare i civili per dar loro rifugio.
La ferocia dei combattimenti aumenta sempre di più, cosicché un giorno un gruppo di donne si presenta al portone dell'abbazia, mentre le bombe continuano a cadere. Questa volta l'abate decide di accogliere questi profughi: il monastero è ormai pieno di civili che si accampano ovunque. Il capitano Richter riferisce a don Eusebio che non vi sono più medicine per curare i malati e si allontana con un'automobile, che poco dopo viene centrata da una bomba, che uccide l'ufficiale tedesco.
Nel frattempo è scoppiata un'epidemia di tifo nel monastero, ma l'unica possibilità è pregare; muore così anche don Eusebio. La battaglia sembra essersi fermata, ma questo è solo il preludio al bombardamento aereo finale: vengono lanciati dalla 5ª armata i volantini di avviso alla popolazione, invitata ad allontanarsi al più presto. I profughi cercano di mediare una tregua, ma i nazisti rifiutano qualsiasi dialogo: sono ormai in trappola. I tedeschi pensano che i volantini siano un bluff e non consentono ai profughi di uscire dall'abbazia. Passano ore di angoscia, finché non giunge il mattino successivo e l'ora dell'ultimatum: inizia il bombardamento. In una tempesta di bombe, tutti urlano disperati e si abbracciano piangendo, mentre tutto crolla. Chi può, cerca di scappare da qualche parte in preda al panico, mentre i monaci iniziano a distribuire le estreme unzioni in mezzo al fuoco e al fumo.
Al termine del bombardamento vi è un silenzio surreale: solo in pochi sono riusciti a sopravvivere e cercano di uscire dalle macerie dell'apocalisse. Un monaco inizia a benedire i numerosissimi cadaveri che sono sparsi ovunque. I superstiti vagano tra le macerie e raggiungono la Cappella della Pietà, scampata all'attacco e dove aveva trovato rifugio l'abate. Giunge un ufficiale tedesco, che si dice indignato per il bombardamento, visto che i tedeschi avevano chiesto agli alleati una tregua per consentire ai civili di lasciare il monastero prima del bombardamento. Il nazista chiede all'abate di scrivere un documento che attesti l'assenza di militari tedeschi all'interno dell'abbazia prima del bombardamento: in questo modo i civili potranno lasciare Montecassino dopo qualche giorno.
Si decide così di evacuare da quel poco che resta dell'abbazia i civili, che escono in processione con in testa l'abate che porta una croce in mano, concludendo così l'esperienza dei monaci e delle persone che cercarono rifugio nel monastero. Nella scena finale del film, viene mostrata l'abbazia di Montecassino ricostruita nel dopoguerra.

## Produzione
Il soggetto della pellicola, girata in stile neorealista tre anni dopo il bombardamento, fu tratto dal diario di guerra di don Tommaso Leccisotti, con il racconto della distruzione dell'abbazia di Montecassino.

## Distribuzione
Il film venne presentato al Festival di Venezia il 16 settembre 1946, venendo accolto freddamente dal pubblico. Uscì in prima nazionale il 20 novembre 1946; nel 1963 venne rimesso in circolazione con il titolo Montecassino nel cerchio di fuoco.

## Incassi
Incasso accertato sino a tutto il 31 dicembre 1952: £ 69.600.000